# Melanagromyza bulbifrons
Melanagromyza bulbifrons är en tvåvingeart som beskrevs av Spencer 1959. Melanagromyza bulbifrons ingår i släktet Melanagromyza och familjen minerarflugor.
Artens utbredningsområde är Malawi. Inga underarter finns listade i Catalogue of Life.